# Charles King
Charles King, nascido Charles Lafayette King Jr. (Hillsboro, Texas, 21 de fevereiro de 1895 – Hollywood, Califórnia, 7 de maio de 1957) foi um ator de cinema norte-americano. Ele atuou em 400 filmes entre 1915 e 1953.

## Filmografia selecionada
- The Birth of a Nation (1915)
- Barnum & Ringling, Inc. (1928)
- The Hurricane Express (1932)
- Mississippi (1935)
- The Lawless Nineties (1936)
- Hearts in Bondage (1936)
- The Fighting Deputy (1937)
- Deadwood Dick (1940)
- Billy the Kid in Texas (1940)
- Law of the Range (1941)
- White Eagle (1941)
- Riders of the Rio Grande (1943)
- The Great Mike (1944)
- Brand of the Devil (1944)
- Rustlers' Hideout (1945)
- Brick Bradford (1947)
- Killer at Large (1947)
- Adventures of Sir Galahad (1949)